# Médières

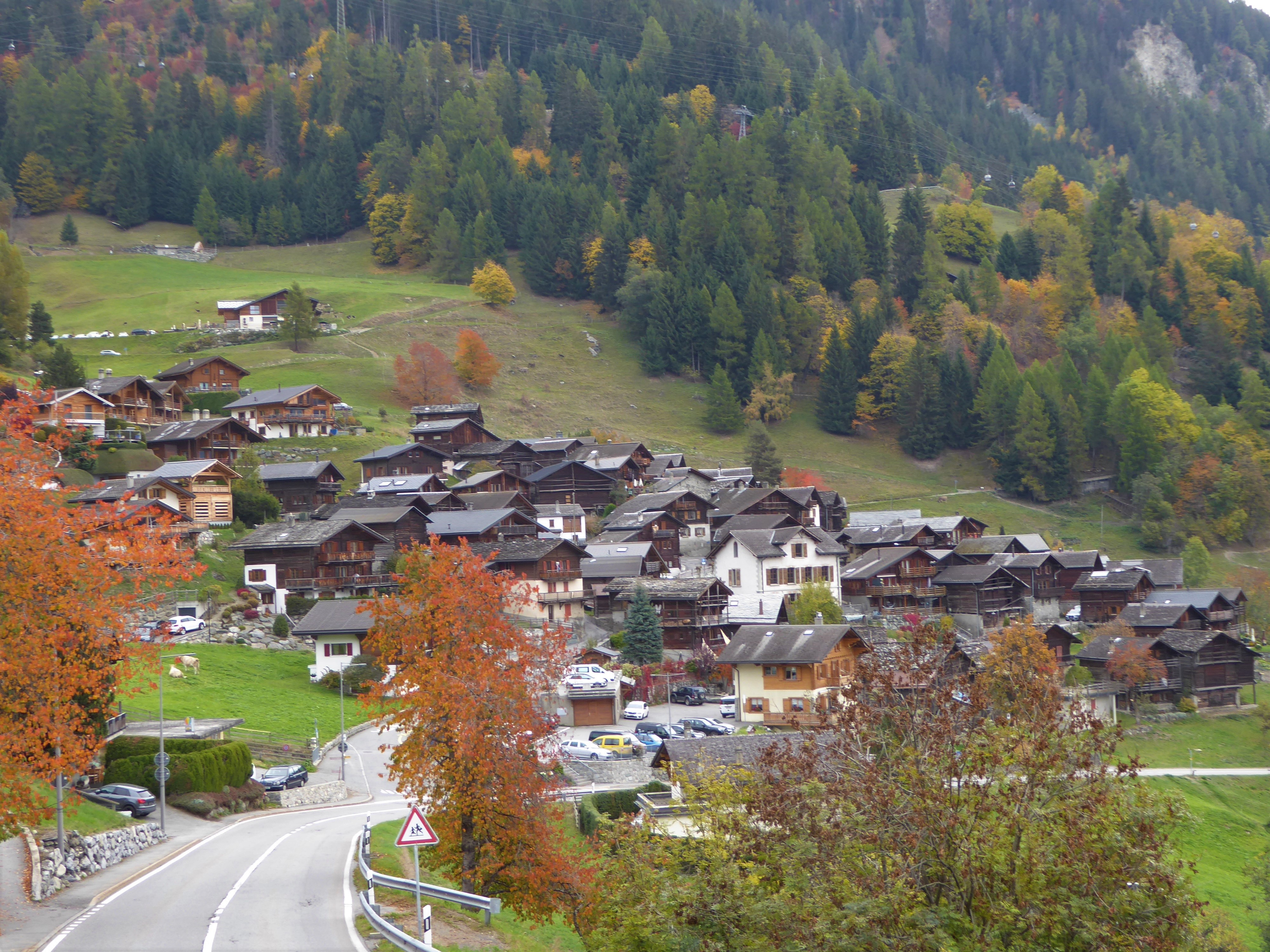
Blick auf Médières

Médières ist ein Dorf der Ortschaft Verbier in der politischen Gemeinde Val de Bagnes im Schweizer Kanton Wallis. Médières liegt im Val de Bagnes zwischen Le Châble und Verbier und war bis 2020 Teil der ehemaligen politischen Gemeinde Bagnes.
Das Dorf kontrastiert durch sein traditionelles Aussehen mit der Modernität der Touristenmetropole Verbier. Einige der sonnengebräunten Mazots beherbergen immer noch die für das Wallis typischen Eringerkühe. Die den heiligen Johannes dem Täufer und Theodul geweihte Kapelle stammt aus dem Jahr 1679. Das Dorf Médières ist im Inventar der schützenswerten Ortsbilder der Schweiz aufgeführt.
Eine vom Bahnhof Le Châble ausgehende Buslinie der Transports de Martigny et Régions (TMR) erschliesst Montagnier im öffentlichen Verkehr.

## Bilder

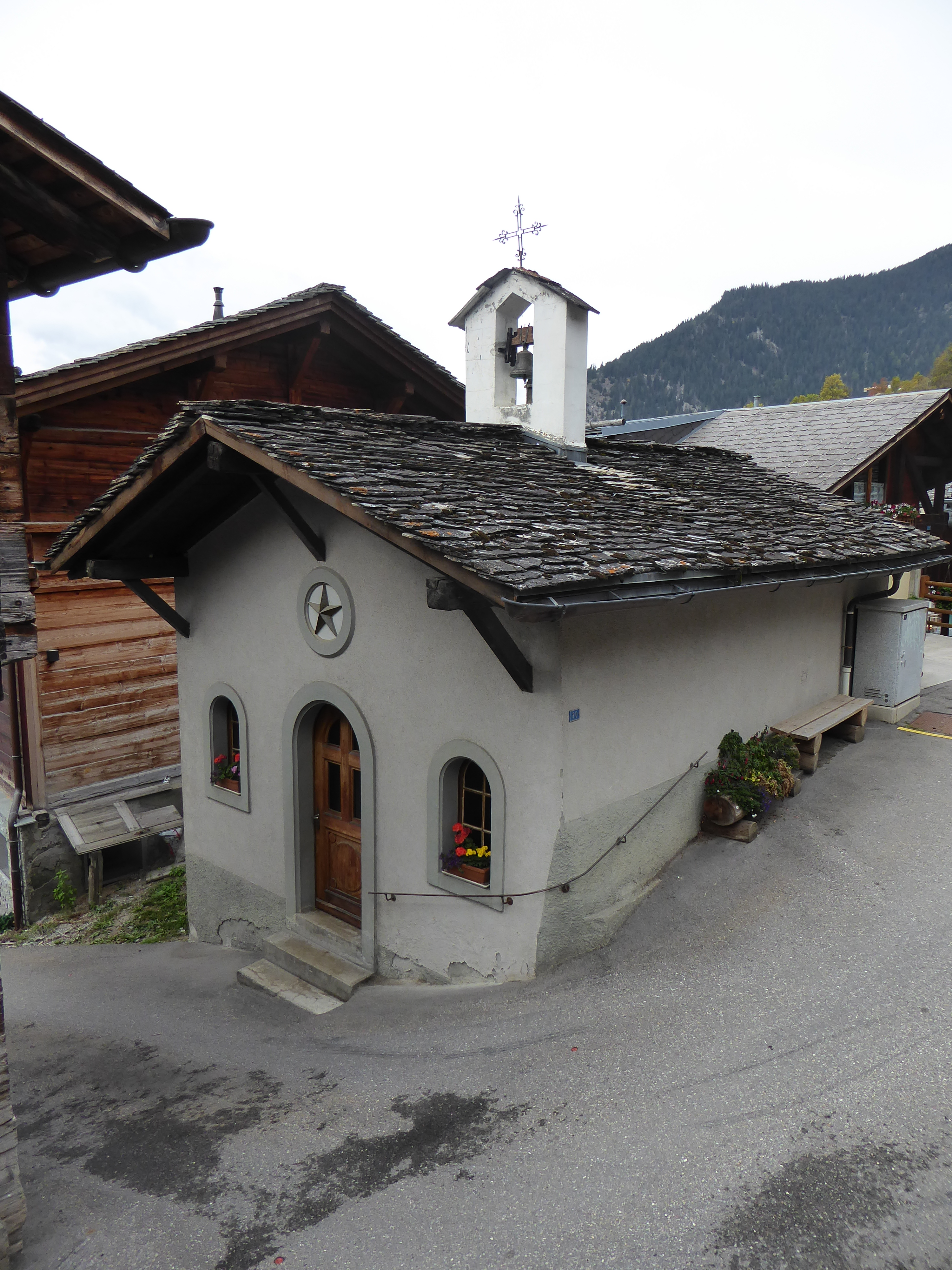
Kapelle
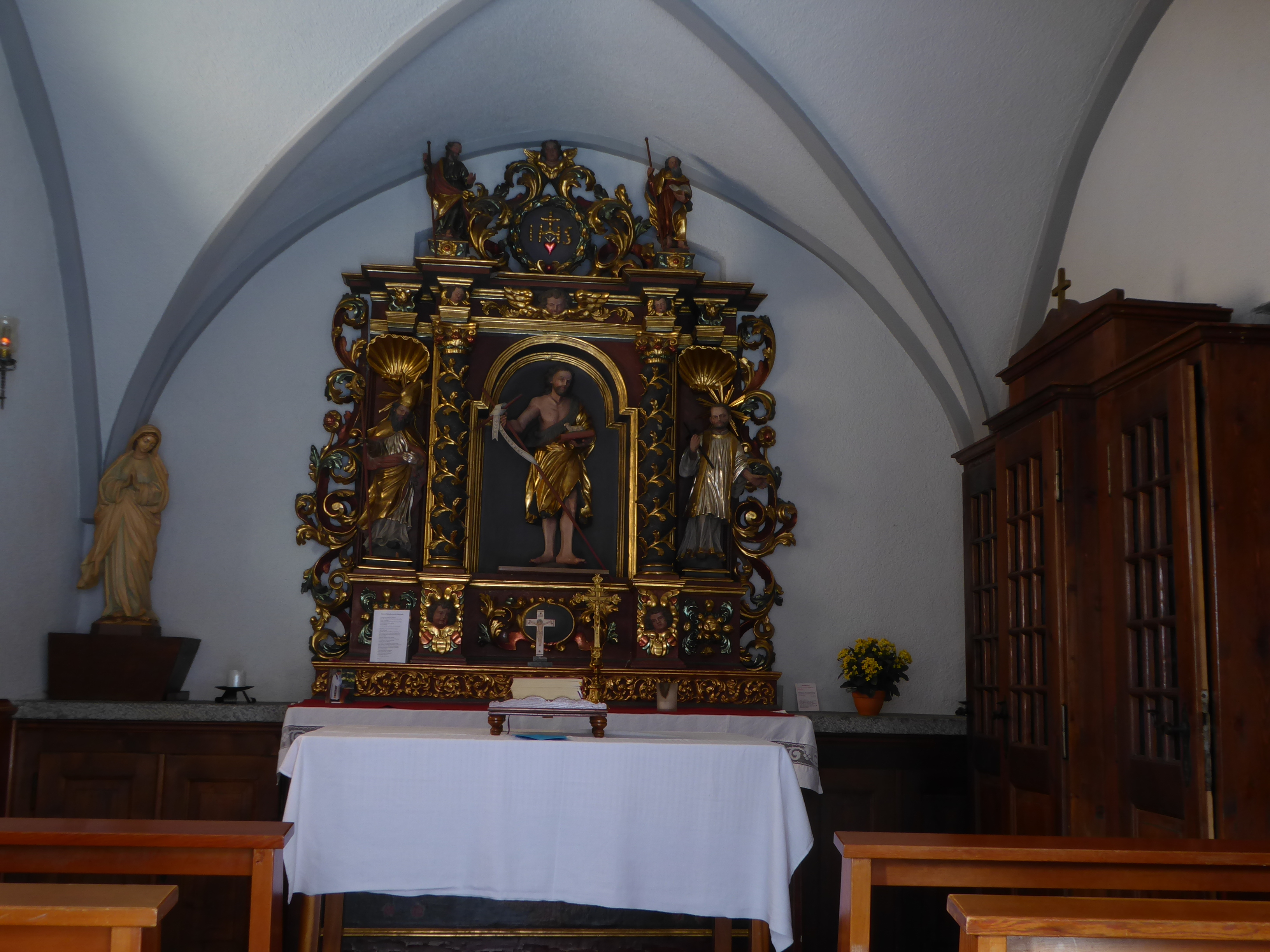
Innenraum der Kapelle
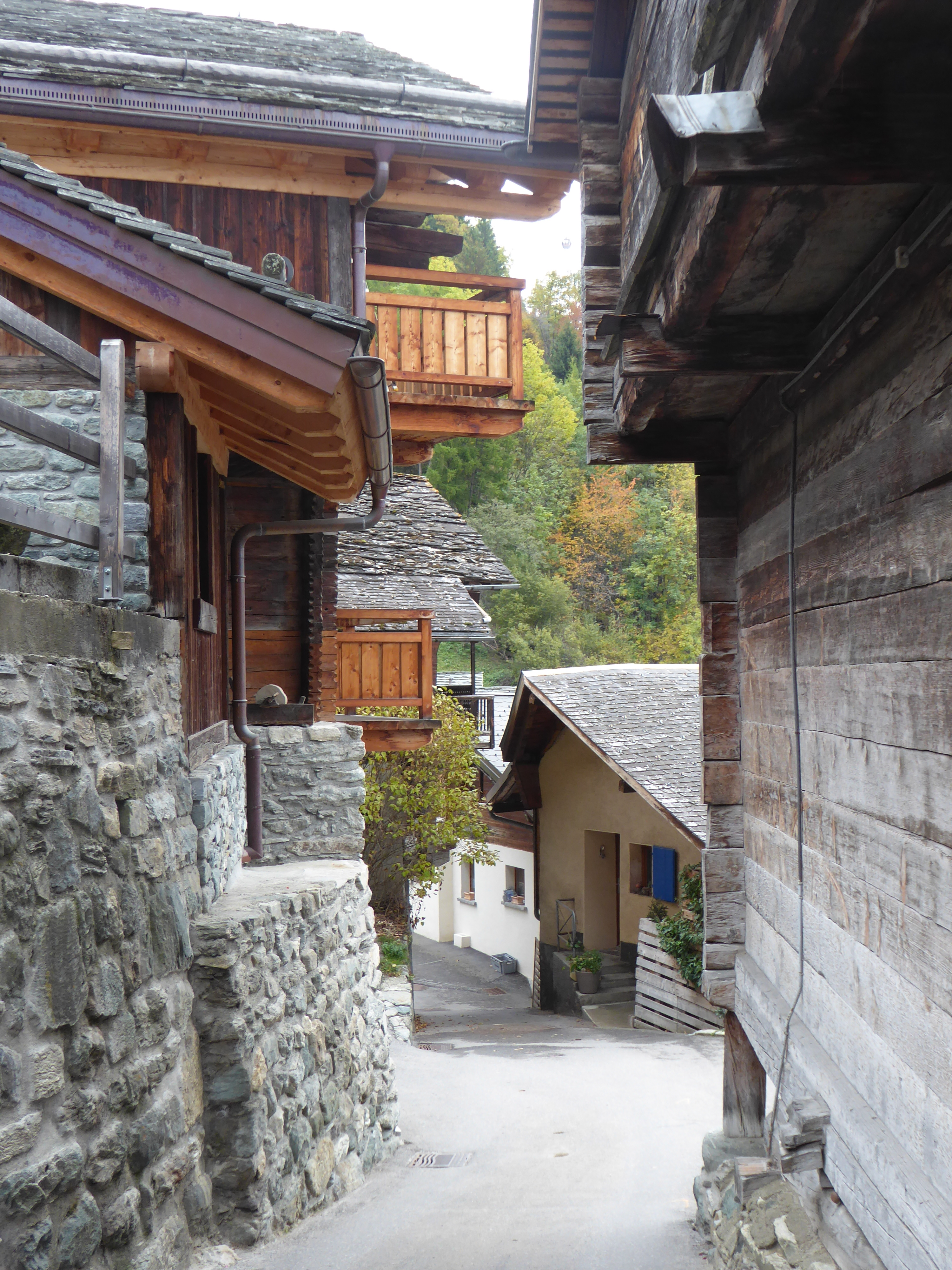
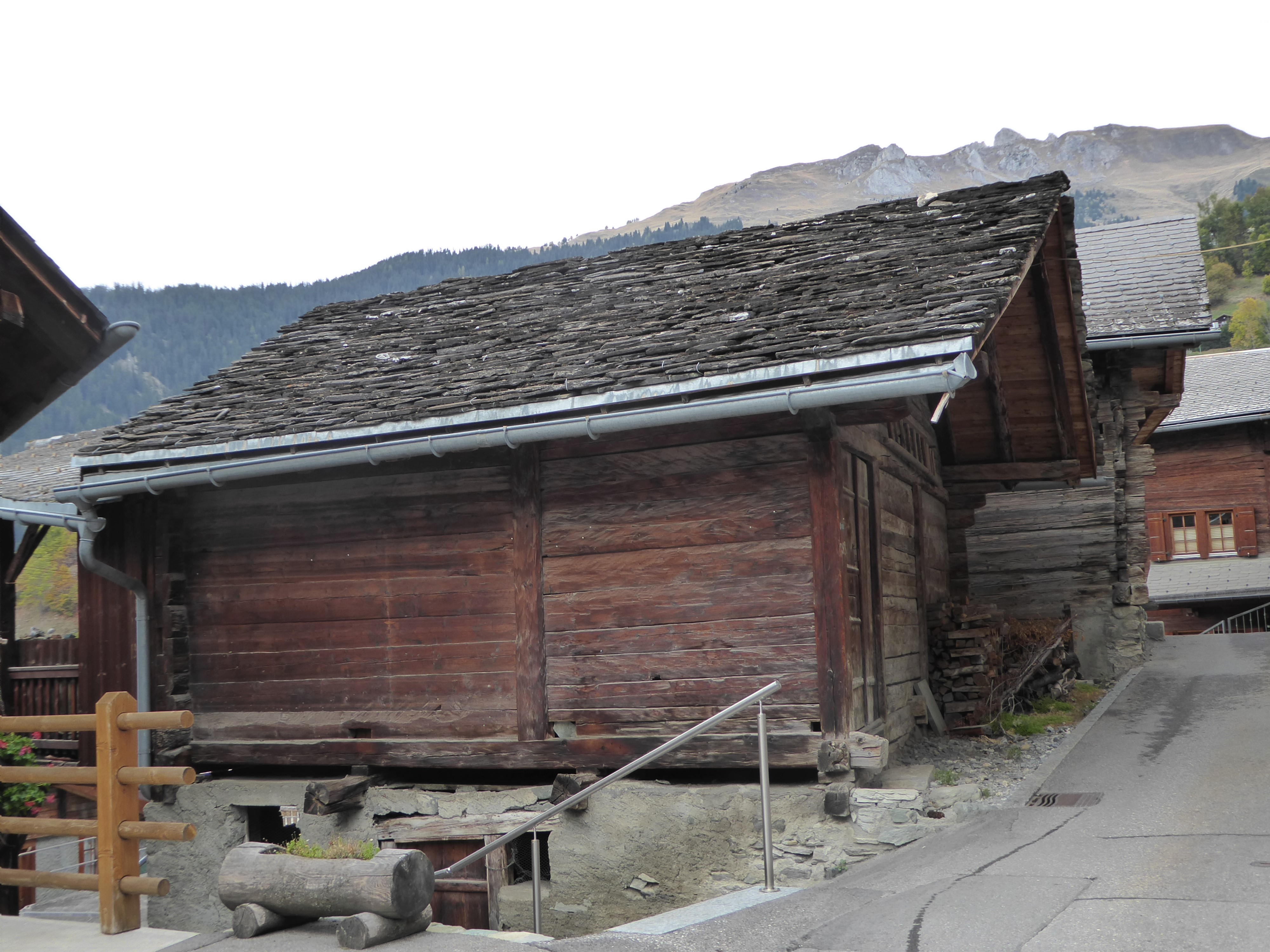
Mazot
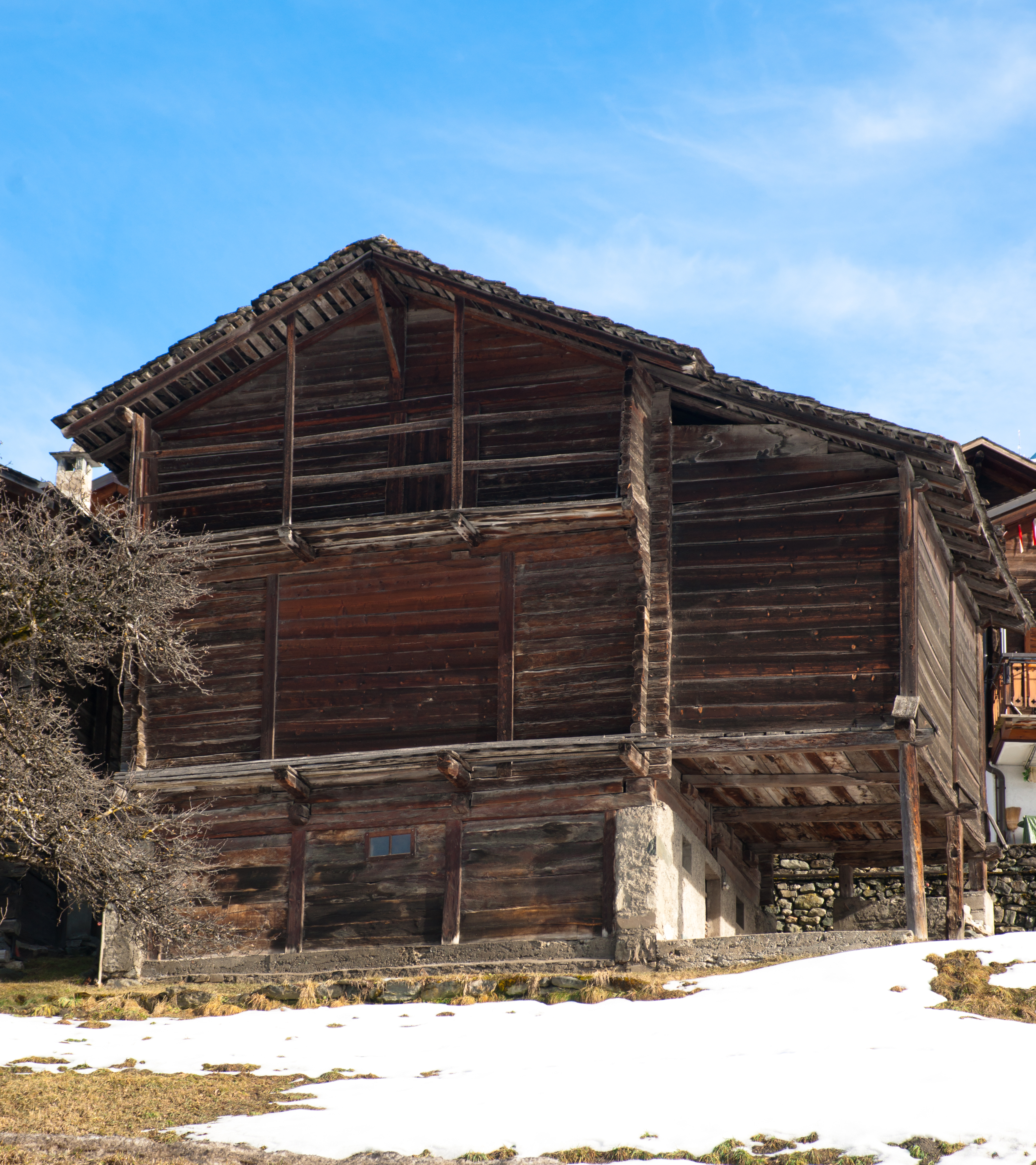
Speicher